# Freixinet
Freixinet es una localidad española perteneciente al municipio leridano de Riner, en Cataluña.

## Historia
Se encuentra en el término municipal leridano de Riner, en la comunidad autónoma de Cataluña. La localidad se encuentra al sur del núcleo de Riner. Aparece descrita, bajo el nombre de Freixanet, en el octavo volumen del Diccionario geográfico-estadístico-histórico de España y sus posesiones de Ultramar de Pascual Madoz de la siguiente manera:

FREIXANET: cas. que forma parte del l. de Riner en la prov. de Lérida, part. jud. y dióc. de Solsona. sit. al S. del pueblo mencionado en terreno montuoso; tiene igl. (San Cristóbal), aneja del espresado. pobl., riqueza y contr. (V. Riner.)
(Madoz, 1847, p. 182)

Según el INE la entidad singular de población asociada tenía en 2021 una población de 116 habitantes, mientras que el núcleo de población tenía 62.